# 디트리히 북스테후데
디트리히 북스테후데(Dietrich Buxtehude, 1637년 경 ~ 1707년 5월 9일)는 바로크 시대에 속하는 북부 독일의 작곡가이며 오르가니스트이다.
출생 기록은 거의 남아 있지 않지만, 아버지 요하네스가 오르가니스트로 활동하고 있었던 헬싱보리(그 당시 덴마크령)에서 태어난 것으로 생각된다.1668년 이래 북부 독일의 자유도시 뤼베크에서 성 마리아 교회의 오르가니스트로 일하였다. 이 교회의 성능이 좋은 큰 오르간으로, 그는 환상에 가득찬 장려한 오르간곡을 작곡하였고, 그 양식은 젊은 바흐에게 큰 영향을 주었다. 그는 1668년부터 또 일종의 교회연주회인 '저녁의 음악'(독일어: Abendmusik)을 번성하게 하여. 이것이 뤼베크시의 명물이 되었다. 독일 각지에서 많은 음악가들이 그의 연주를 듣기 위해 찾아왔는데 아른슈타트의 교회에서 오르간 주자로 일하고 있었던 바흐는 1705년 북스테후데의 연주를 듣기 위해 4주간의 휴가를 얻어 400km 떨어진 뤼베르크까지 왔다고 한다. 그는 이 '저녁의 음악회'로 개인적인 명성을 높였으며 부유한 시민들로부터 경제적인 지원도 받았다. 작품은 오르간곡 외에 다수의 칸타타와 미사곡이 있으며, 이것들은 형식의 다양성과 내면적 정서의 깊이에 있어 중기 바로크의 독일 프로테스탄트 음악을 대표하고 있다.

## 참고 문헌
- 이 문서에는 다음커뮤니케이션(현 카카오)에서 GFDL 또는 CC-SA 라이선스로 배포한 글로벌 세계대백과사전의 내용을 기초로 작성된 글이 포함되어 있습니다.